# Filtro digitale

Un esempio di schema di un filtro digitale FIR.

Nella teoria dei segnali un filtro digitale o filtro numerico è un filtro che permette di compiere alcune funzioni matematiche su campioni di segnali discreti nel tempo in ingresso, modificando alcuni aspetti del segnale stesso.

## Descrizione
È completamente diverso dai filtri elettronici che sono analogici e che quindi operano su segnali continui nel tempo. Solitamente l'utilizzo di filtri digitali è molto più economico rispetto a quello di filtri analogici. I filtri digitali permettono di realizzare funzioni di trasferimento a volte impossibili con filtri analogici.
È possibile utilizzare questo tipo di filtro anche su segnali analogici, che devono essere dapprima campionati e poi convertiti in digitale; una volta eseguito il filtraggio, si genera nuovamente il segnale analogico tramite una semplice interpolazione del segnale digitale in uscita. Questa interpolazione, o conversione, viene eseguita da circuiti chiamati convertitori digitali-analogici (DAC, Digital to Analog Converter).
I filtri digitali sono progettati per lavorare in un prefissato intervallo di frequenze: un filtro digitale deve sempre e comunque rispettare il teorema di Nyquist, ovvero il teorema del campionamento, che fissa il limite superiore di frequenza a cui un filtro digitale può operare senza introdurre "artefatti", ovvero disturbi generati dal fenomeno di aliasing.
I filtri digitali sono parte integrante di moltissimi dispositivi elettronici quali radio, cellulari e televisioni.

## Alcuni filtri digitali
- Filtro mediano
- Filtro passa basso e filtro passa alto
- Filtro passa banda e filtro elimina banda
- Filtro di Wiener